# Teri Hatcher
Teri Lynn Hatcher, ameriška gledališka, filmska in televizijska igralka ter pisateljica, * 8. december 1964, Palo Alto, Kalifornija, Združene države Amerike.
Teri Hatcher je trenutno najbolj znana po svoji vlogi Susan Mayer v ABC-jevi komično-dramski televizijski seriji Razočarane gospodinje, zaslovela pa je v devetdesetih z vlogo Lois Lane v ABC-jevi komično-dramski televizijski seriji Lois & Klark: Supermanove nove dogodivščine. Leta 2005 je za svoj nastop v seriji Razočarane gospodinje prejela zlati globus v kategoriji za »najboljšo igralko« in nagrado Screen Actor's Guild Award v kategoriji za »izstopajoči nastop ženske igralke v komični seriji« ter nominacijo za emmyja v kategoriji za »izstopajočo glavno igralko v komični seriji.«

## Zgodnje življenje
Teri Lynn Hatcher se je rodila v Palo Altu, Kalifornija, Združene države Amerike kot hči Esther (rojena Beshur), računalniške programerke, ki jo je zaposlil Lockheed Martin in Owena W. Hatcherja, nuklearnega fizika in elektronskega inženirja. Teri Hatcher ima po očetovi strani valižanske in staroselske korenine, njena mama pa je pol Sirka z nemškimi in francoskimi koreninami. Teri Hatcher se je na šoli plesa San Juan v Los Altosu učila baleta. Takrat je tudi pričela nastopati v baletnih predstavah; med drugim je imela tudi vlogo leteče opice v baletu Čarovnik z Oza. Odrasla je v Sunnyvaleu, Kalifornija. Šolala se je na srednji šoli Mango (danes imenovana srednja šola Sunnyvale) ter srednji šoli Fremont v Sunnyvaleu, kasneje pa na kolidžu De Anza v Cupertinu, Kalifornija. Na kolidžu je študirala matematiko in inžinerstvo.
Marca 2006 je Teri Hatcher reviji Vanity Fair razkrila, da je bila od petega leta dalje spolno zlorabljena. Zlorabljal jo je mož njene tete, Richard Hayes Stone, od katerega se je njena teta kasneje ločila. Dejala je, da njeni starši niso vedeli za zlorabo. Leta 2002 je bila prisotna na sojenju Richardu Hayesu Stoneu v Santa Clara Countyju, kjer so ga obsodili zaradi posilstva štirinajstletnice, ki je nazadnje naredila samomor. Obsodili so ga na štirinajst let zapora. V intervjuju z revijo Vanity Fair je Teri Hatcher razkrila, da je kriminalistom za svojo zlorabo povedala, ker so jo pretresle misli zlorabljene štirinajstletnice, ki se je ustrelila, hkrati pa se je bala, da bo Richard Hayes Stone ostal nekaznovan. Richard Hayes Stone je 19. avgusta 2008 po šestih letih v zaporu umrl zaradi raka debelega črevesja.

## Kariera

### Zgodnja kariera (1985–1991)
Teri Hatcher se je na ameriškem gledališkem konservatoriju. Leta 1984 je dobila eno izmed svojih prvih služb, saj je postala navijačica ekipe NFL s skupino San Francisco 49ers. Med septembrom 1985 in majem 1986 je igrala Amy, eno izmed morskih deklic, v seriji The Love Boat. Med letoma 1986 in 1989 je ob Richardu Deanu Andersonu zaigrala stransko vlogo Penny Parker v televizijski seriji MacGyver. Leta 1988 je Teri Hatcher zaigrala poročnico Robinson v seriji Zvezdne steze: Naslednja generacija, leta 1989 pa še v epizodi »Star Crossed« serije Quantum Leap. Leta 1991 je zaigrala manjšo vlogo v ne preveč uspešnem filmu Dead in the Water.

### Preboj (1992–2003)
Leta 1992 je Teri Hatcher odšla na avdicijo za vlogo Jamie Buchman v seriji Mad About You. Prišla je med prvi dve kandidatki za vlogo, a nazadnje jo je dobila kasneje z emmyjem nagrajena igralka Helen Hunt.
Teri Hatcher je poleg Deana Caina dobila stransko vlogo novinarke revije Daily Planet, Lois Lane, v televizijski seriji Lois & Klark: Supermanove nove dogodivščine. S serijo, v kateri je igrala med letoma 1993 in 1997, je pritegnila veliko pozornosti javnosti. Na vrhuncu svoje popularnosti, v šestih mesecih leta 1995, se je slika nje, zavite v Supermanovo ogrinjalo, po poročanju preko interneta prodajala v približno 20.000 izvodih na dan. Sama je za revijo Entertainment Weekly dejala: »To je čudovita serija. Ne zaradi mene. Sama po sebi je enkratna.« Ustvarjalci serije Lois & Klark: Supermanove nove dogodivščine so bili zaskrbljeni, da bo v visokih petah višja od Supermana, saj je bila »že brez pet visoka 1,7 m, Dean Cain pa je imel 1,8 m.« Za svojo vlogo Lois Lane v seriji Lois & Klark: Supermanove nove dogodivščine je bila leta 1996 nominirana za nagrado Golden Apple Awards v kategoriji za »žensko odkritje leta«. Nagrado je nazadnje tudi prejela.
Leta 1993 je Teri Hatcher zaigrala vlogo Sidre v epizodi televizijske serije Seinfield. V seriji je njen lik prekinil svoje razmerje z Jerryjem, saj je sumil, da sta z Elaine na skrivnem načrtovala, kako razkriti, da ima umetne prsi. Sidro je kasneje zaigrala v še dveh epizodah serije.
Leta 1997 se je Teri Hatcher skupaj z Monico Bellucci potegovala za vlogo Paris Carver v filmu iz serije James Bond, Jutri nikoli ne umre; vlogo je nazadnje dobila ona. Ob začetku snemanja filma je bila že v tretjem mesecu nosečnosti z otrokom svojega takratnega moža, Jona Tenneyja. ABC-jev publicist je dejal, da njena nosečnost ni vplivala na razpored snemanja filma. Za svojo vlogo v tem filmu je bila leta 1998 nominirana za nagrado Saturn Award v kategoriji za »najboljšo stransko igralko«; kakorkoli že, nagrado je nazadnje prejela Joan Allen za svoj nastop v filmu Pleasantville. Teri Hatcher je kasneje obžalovala, da je sprejela vlogo Paris Carver. O vlogi je namreč povedala: »To je tako umeten lik, da ob igranju sploh nisi deležen nekakšnega zadoščenja.« Bralci popularne britanske moške revije, FHM, so jo še istega leta izglasovali za najprivlačnejšo žensko na svetu.
Teri Hatcher je poleg NFL-jevega igralca in svojega dobrega prijatelja, Howieja Longa, zaigrala v najrazličnejših televizijskih reklamah za radio Shack.
Leta 1996 je Teri Hatcher vodila epizodo ameriške komične serije Saturday Night Live. Istega leta je ob Alecu Baldwinu zaigrala v finančno izredno neuspešnem filmu Heaven's Prisoners. Leta 1998 je zaigrala Marie v epizodi »First Do No Harm« šeste sezone ameriške komične televizijske serije Fraiser.
V letih, ko je bila Teri Hatcher zelo popularna na televiziji, pa njena filmska kariera ni bila tako uspešna. Med letoma 1992 in 2003 je zaigrala v najrazličnejših filmih, kot so Straight Talk (1992), The Cool Surface (1994), All Tied Up (1994), Dead Girl (1996), 2 Days in the Valley (1996), Since You've Been Gone (1998), Fever (1999), Kandidat (2000) in Say Uncle (2001). Njen v tem času najuspešnejši film, je bil film Roberta Rodrigueza, Mali vohuni (2001), v katerem pa je ob Alex Vega in Antoniu Banderasu zaigrala samo stransko vlogo, vlogo ge. Gradenko. Istega leta je zaigrala tudi glavno vlogo v filmu Kevina Eldersa, Jane Doe ob Robu Loweu. Film je bil finančno in komercialno neuspešen, kritiki pa mu niso posvetili veliko pozornosti.
Leta 1997 je ABC po štirih sezonah prenehal predvajati serijo Lois & Klark: Supermanove nove dogodivščine. Leta 2003 je ob Louisu Gossettu, ml. zaigrala glavno vlogo v televizijskem filmu Momentum. Tudi ta film je bil komercialno, finančno in kritično neuspešen.

### Razočarane gospodinje(2004 - danes)
Za vlogo Susan Mayer, eno izmed glavnih vlog v ABC-jevi komično-dramski televizijski seriji Razočarane gospodinje, je premagala štiri igralke. Za svojo vlogo v tej seriji je prejela precej hvale s strani televizijskih kritikov; januarja 2009 je bila nagrajena z zlatim globusom v kategoriji za »najboljšo igralko v muzikalu ali komediji«. Istega leta je prejela tudi nagrado Screen Actors Guild Award v isti kategoriji; postala je prva igralka, ki je to nagrado prejela za vlogo v seriji, katere prva sezona se še ni končala. Julija 2005 je bila skupaj s svojima soigralkama iz serije Razočarane gospodinje, Marcio Cross in Felicity Huffman nominirana za emmyja v kategoriji za »najboljšo igralko v komični seriji«. Poleg tega je v letih 2004 in 2005 skupaj z igralsko zasedbo serije, ki so jo takrat poleg nje sestavljali še Andrea Bowen, Ricardo Chavira, Marcia Cross, Steven Culp, James Denton, Felicity Huffman, Cody Kasch, Eva Longoria, Jesse Metcalfe, Mark Moses, Nicollette Sheridan in Brenda Strong, prejela tudi nagrado Screen Actors Guild Award v kategoriji za »izstopajoči nastop igralske zasedbe v komični seriji«.
Od aprila 2006 Teri Hatcher velja za eno izmed najbolje plačanih televizijskih igralk v Združenih državah Amerike. Po poročilih naj bi dobila po 285.000 $ na epizodo za svojo vlogo v seriji Razočarane gospodinje. Maja 2006 je izdala tudi svojo prvo knjigo, Burnt Toast: And Other Philosophies of Life.
Leta 2006 je Teri Hatcher zapela pesem »Good Night« glasbene skupine The Beatles za dobrodelni album z naslovom Unexpected Dreams - Songs From the Stars.
9. aprila 2008 se je pojavila na kampanji Idol Gives Back, kjer je zapela pesem »Before He Cheats« Carrie Underwood.
Leta 2010 je Teri Hatcher ponovno zaigrala v delu Supermanove franšize, ko je zaigrala Ello Lane, mamo Lois Lane, v zadnji sezoni televizijske serije Smallville. Epizoda je vključevala najrazličnejše igralke, ki so v preteklosti upodobile Lois Lane. Poleg tega je tretja igralka, ki je upodobila mamo Lois Lane, ki je v preteklosti zaigrala Lois Lane; pred njo sta takšno vlogo zaigrali še Noel Neill v filmu Superman: The Movie (1978) in Phyllis Coates v seriji Lois & Klark: Supermanove nove dogodivščine.
Novembra leta 2010 so nekateri mediji pričeli poročati, da bosta Teri Hatcher in Felicity Huffman predčasno zapustili serijo Razočarane gospodinje, vendar je ABC te trditve zanikal. Teri Hatcher je kasneje o teh govoricah dejala: »Ne obstaja dovolj pridevnikov, da bi lahko opisala, kako neumne, smešno neresnične in brezvezne so te trditve.« Kasneje so potrdili, da bosta tako Teri Hatcher kot Felicity Huffman, v seriji ostali do konca osme sezone leta 2012, ko bodo serijo po osmih letih tudi prenehali snemati.

## Zasebno življenje
Teri Hatcher se je 4. junija 1988 poročila z Marcusom Leitholdom; ločila sta se že naslednje leto. Kasneje se je Marcus Leithold v nekem intervjuju pošalil, da je bilo njunega zakona »konec, še preden sva dobila fotografije«. 27. maja 1994 se je poročila z igralcem Jonom Tenneyjem; njuna edina hčerka, Emerson Rose, se je rodila 10. novembra 1997. Z Jonom Tenneyjem sta se ločila leta 2003. Kasneje je Teri Hatcher hodila z igralcem Stephenom Kayjem, ki je zaigral Reginalda, butlerja družine Quartermaines, v televizijski seriji General Hospital.
Junija 2007 je Teri Hatcher nastopila v britanski pogovorni oddaji The Paul O'Grady Show, kjer je razkrila, da piše kolumno za revijo Glamour.
Februarja 2008 je podjetje Hydroderm tožilo Teri Hatcher zaradi kršitve pogodbe, saj naj bi promovirala lepotne izdelke drugih podjetij. Sama je vztrajala, da promocija šminke CityLips ni vplivala na prodajo podjetja Hydroderm. Njen odvetnik Alan Wertheimer je trdil, da je tožba »neutemeljena in prava javna žalitev« njenega »dobrega imena, slovesa in statusa slavne osebnosti.« Njen odvetnik je losangeleškega sodnika prosil, naj tožbo premakne v arbitražo.
13. septembra 2009 je Teri Hatcher tekmovala na malibujskem triatlonu, kjer je preplavala osemsto metrov, prekolesarila devetindvajset kilometrov in pretekla šest kilometrov in pol v dveh urah, šestih minutah in 50,7 sekunde. Triatlona se je udeležila tudi leta 2010, vendar je samo plavala. Ni imela časa, da bi se udeležila celotnega triatlona, a za zaslužek, ki so ga donirali neki dobrodelni organizaciji, je odplavala svoj del.
Teri Hatcher je 11. avgusta 2010 na svojem računu na Facebooku objavila fotografije, ki naj bi dokazovale, da ni še nikoli uporabila botoksa. Na fotografijah je imela obraz premazan z milom in bila je nenaličena. Kakorkoli že, nekaj dni kasneje je dejala, da je v preteklosti botoks že uporabila in da slike dokazujejo samo to, da še vedno izgleda »normalno«. Dejala je tudi, da razmišlja o ponovni uporabi botoksa.

## Filmografija
| Naslov                                      | Leto      | Vloga                           | Opombe                                                                   |
| ------------------------------------------- | --------- | ------------------------------- | ------------------------------------------------------------------------ |
| The Love Boat                               | 1985–1986 | Amy, morska deklica             | TV serija                                                                |
| MacGyver                                    | 1986–1991 | Penny Parker                    | TV serija, sedem epizod                                                  |
| Capitol                                     | 1986–1987 | Angelica Stimac Clegg           | TV serija                                                                |
| Karen's Song                                | 1987      | Laura Matthews                  | TV serija                                                                |
| Night Court                                 | 1987      | Kitty                           | TV serija, epizoda: »Who Was That Mashed Man?«                           |
| CBS Summer Playhouse                        | 1988      | Lauri Stevens                   | TV serija, epizoda: »Baby on Board«                                      |
| Zvezdne steze: Naslednja generacija         | 1988      | Poročnica Bronwyn Gail Robinson | TV serija, epizoda: »The Outrageous Okona«                               |
| The Big Picture                             | 1989      | Gretchen                        |                                                                          |
| L.A. Law                                    | 1989      | Tracy Shoe                      | TV serija, epizoda: »I'm in the Nude for Love«                           |
| Quantum Leap                                | 1989      | Donna Eleese                    | TV serija, epizoda: »Star-Crossed«                                       |
| Tango & Cash                                | 1989      | Katherine »Kiki« Tango          |                                                                          |
| Murphy Brown                                | 1990      | Madeline Stillwell              | TV serija, epizoda: »Fax or Fiction«                                     |
| Tales from the Crypt                        | 1990      | Stacy                           | TV serija, epizoda: »The Thing from the Grave«                           |
| Bratovščina                                 | 1991      | Teresa Gennaro                  | TV film                                                                  |
| Soapdish                                    | 1991      | Ariel Maloney                   |                                                                          |
| Sunday Dinner                               | 1991      | TT Fagori                       | TV serija                                                                |
| Dead in the Water                           | 1991      | Laura Stewart                   | TV film                                                                  |
| The Exile                                   | 1991      | Marissa                         | TV serija, epizoda: »Eclipse«                                            |
| Straight Talk                               | 1992      | Janice                          |                                                                          |
| Brain Smasher... A Love Story               | 1993      | Samantha Crain                  | TV film                                                                  |
| Lois & Klark: Supermanove nove dogodivščine | 1993–1997 | Lois Lane                       | TV serija, 87 epizod                                                     |
| Seinfeld                                    | 1993      | Sidra Holland                   | TV serija, epizode: »The Implant« in »The Pilot«                         |
| The Cool Surface                            | 1994      | Dani Payson                     |                                                                          |
| All Tied Up                                 | 1994      | Linda Alissio                   |                                                                          |
| Dead Girl                                   | 1996      | Potnica                         |                                                                          |
| Heaven's Prisoners                          | 1996      | Claudette Rocque                |                                                                          |
| 2 Days in the Valley                        | 1996      | Becky Foxx                      |                                                                          |
| Jutri nikoli ne umre                        | 1997      | Paris Carver                    |                                                                          |
| Since You've Been Gone                      | 1998      | Maria Goldstein                 | TV film                                                                  |
| Frasier                                     | 1998      | Marie                           | TV series, epizoda: »First Do No Harm«                                   |
| Seinfeld                                    | 1998      | Sidra Holland                   | TV serija, epizoda: »The Finale:Part 2«                                  |
| Fever                                       | 1999      | Charlotte Parker                |                                                                          |
| Kandidat                                    | 2000      | Shawna Morgan                   | TV film                                                                  |
| Say Uncle                                   | 2001      |                                 | TV film                                                                  |
| Mali vohuni                                 | 2001      | Ga. Gradenko                    |                                                                          |
| Jane Doe                                    | 2001      | Jane Doe                        | TV film                                                                  |
| A Touch of Fate                             | 2003      | Megan Marguilas                 |                                                                          |
| Momentum                                    | 2003      | Jordan Ripps                    | TV film                                                                  |
| Razočarane gospodinje                       | 2004–2012 | Susan Mayer                     | TV serija                                                                |
| Dva moža in pol                             | 2004      | Liz                             | TV serija, epizoda: »I Remember the Coatroom, I Just Don't Remember You« |
| Resurrecting the Champ                      | 2007      | Andrea Flak                     |                                                                          |
| Coraline                                    | 2009      | Coralinina mati/Druga mati      | Samo glas                                                                |
| Smallville                                  | 2010      | Ella Lane                       | TV serija, epizoda: »Abandoned«                                          |

## Nagrade in nominacije
| Nagrada                   | Leto | Kategorija                                                     | Osvojila? | Delo                                                     |
| ------------------------- | ---- | -------------------------------------------------------------- | --------- | -------------------------------------------------------- |
| Golden Apple Award        | 1996 | Žensko odkritje leta                                           | Da        |                                                          |
| Saturn Award              | 1998 | Najboljša stranska igralka                                     | Ne        | Jutri nikoli ne umre                                     |
| Satellite Award           | 2004 | Najboljša igralka - Televizijska serija, muzikal ali komedija  | Ne        | Razočarane gospodinje                                    |
| Screen Actors Guild Award | 2004 | Izstopajoči nastop glavne ženske igralke v komični seriji      | Da        | Razočarane gospodinje (skupaj z ostalo igralsko zasedbo) |
| Screen Actors Guild Award | 2004 | Izstopajoči nastop igralske zasedbe v komični seriji           | Da        | Razočarane gospodinje (skupaj z igralsko zasedbo)        |
| Emmy                      | 2005 | Izstopajoča glavna igralka v televizijski seriji               | Ne        | Razočarane gospodinje                                    |
| Zlati globus              | 2005 | Najboljša igralka v televizijski seriji, muzikalu ali komediji | Da        | Razočarane gospodinje                                    |
| Screen Actors Guild Award | 2005 | Izstopajoči nastop igralske zasedbe v komični seriji           | Da        | Razočarane gospodinje (skupaj z igralsko zasedbo)        |
| TCA Award                 | 2005 | Individualni dosežki v komediji                                | Ne        | Razočarane gospodinje                                    |
| Zlati globus              | 2006 | Najboljša igralka v televizijski seriji, muzikalu ali komediji | Ne        | Razočarane gospodinje                                    |
| People's Choice Award     | 2006 | Najljubša ženska televizijska zvezdnica                        | Ne        |                                                          |
| Screen Actors Guild Award | 2006 | Izstopajoči nastop igralske zasedbe v komični seriji           | Ne        | Razočarane gospodinje (skupaj z igralsko zasedbo)        |
| Teen Choice Award         | 2006 | TV - Izbira igralke                                            | Ne        | Razočarane gospodinje                                    |
| Screen Actors Guild Award | 2007 | Izstopajoči nastop igralske zasedbe v komični seriji           | Ne        | Razočarane gospodinje (skupaj z igralsko zasedbo)        |
| Prism Award               | 2008 | Najboljši nastop v komični seriji                              | Ne        | Razočarane gospodinje                                    |
| Screen Actors Guild Award | 2008 | Izstopajoči nastop igralske zasedbe v komični seriji           | Ne        | Razočarane gospodinje (skupaj z ostalo igralsko zasedbo) |